# Бюргслейс
Бюргслейс (нід. Burghsluis) — селище в нідерландській провінції Зеландія. Входить до муніципалітету Схаувен-Дьойвеланд. Наразі у ньому нараховується близько 30 будинків.

## Галерея

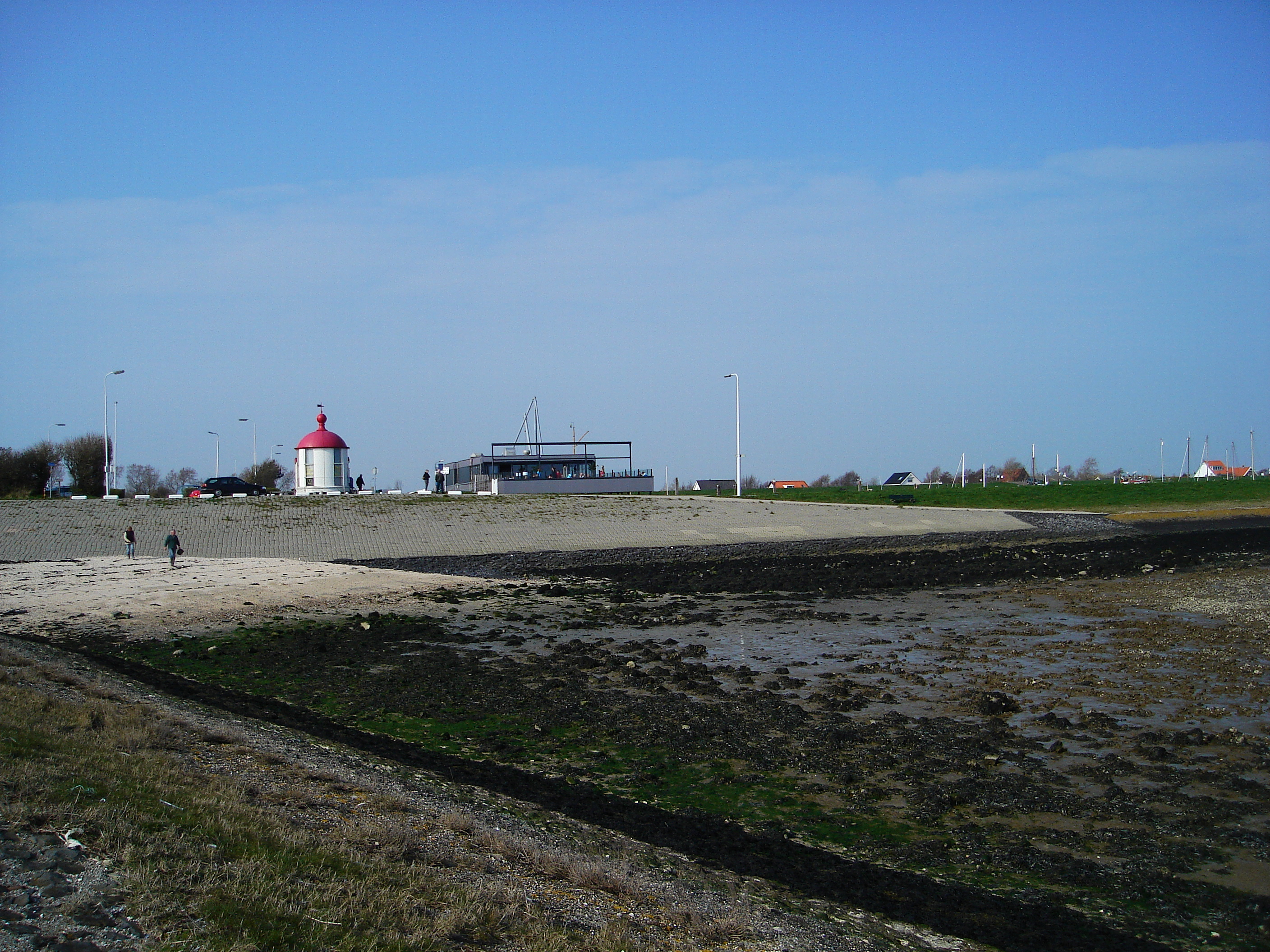
Пляж у Бюргслейсі